# Жуль-Фонтейн Самбва Піда Нбангуї
Жуль-Фонтейн Самбва Піда Нбангуї (12 листопада 1940 — 4 березня 1998) — заїрський політик, глава уряду країни з березня до листопада 1988 року.

## Кар'єра
- 1967–1969 — секретар з економічних питань бюро президента;
- директор-ад'ютант бюро президента[1]
- 1969–1970 — секретар Центрального банку;
- 1970–1977 — голова Центрального банку;
- 1979–1980 — директор-ад'ютант бюро президента;
- 1980–1985 — голова Центрального банку;
- 1985 — міністр економіки та промисловості;
- 1985–1987 — міністр планування[2];
- 1987–1988 — віце-прем'єр-міністр;
- 1988 — прем'єр-міністр;
- 1988–1990 — голова Рахункової палати;
- 1997 — міністр фінансів в уряді Етьєна Тшісекеді[3].